# 环肋扁螺
环肋扁螺（学名：Circulus cingulifera）是一個海螺的物種，舊屬中腹足目扁螺科Pygmaeorota屬，今屬玻璃螺科Circulus屬，是一種迷你貝的腹足綱軟體動物。

## 分佈及棲息地
本物種分佈於日本、中国大陆浙江省三門灣、琉球群島、台湾綠島、菲律賓及印度洋的馬達加斯加。常栖息在潮间带沙地。